# Walentyna Stempkowska
Walentyna Stempkowska z d. Wołosewicz ps. „Platerówna”,  „Żabka”, (ur. 1 listopada 1924 w Brześciu Litewskim, zm. 11 marca 1999 w Białymstoku) – łączniczka NSZ i NZW, więziona przez Gestapo oraz UB.

## Życiorys
Do konspiracji Walentynę wciągnął jej starszy brat Eugeniusz Stempkowski „Beniowski” i jesienią 1942 roku wstąpiła do Narodowych Sił Zbrojnych. Była kurierką Komendy Okręgu XIII NSZ i 30 grudnia 1943 r., transportując prasę konspiracyjną, została aresztowana przez niemiecką żandarmerię i przewieziona początkowo do więzienia w Bielsku Podlaskim, a następnie do Białegostoku. W trakcie śledztwa nie składała zeznań, udawała niemowę oraz odmawiała przyjmowania posiłków. 20 czerwca 1944 r. „Platerówna” została przewieziona do Ravensbrück jako numer 43 726. Po wyzwoleniu obozu „Żabka” ponownie włączyła się do konspiracji tym razem z ramienia Narodowego Zjednoczenia Wojskowego. Zdradzona 9 kwietnia 1946 r. została aresztowana przez Urząd Bezpieczeństwa, ale i tym razem nikogo nie zdradziła. Po wielu torturach (m.in. karcerach) została skazana na sześć lat więzienia, jednak ze względu na amnestię wyszła 9 kwietnia 1949 roku. Po wyjściu z więzienia w PRL nie mogła znaleźć stałej pracy, a w 1975 roku odmówiono jej prawa do dodatku kombatanckiego za pobyt w obozach koncentracyjnych, za pałanie nienawiścią do Polski Ludowej. W III RP była czynnym członkiem Stowarzyszenia Polskich Kombatantów oraz Związku Żołnierzy NSZ w Białymstoku. Zmarła 11 marca 1999 r., a pogrzeb odbył się w asyście ks. Kazimierza Litwiejki. Pochowana na cmentarzu parafialnym św. Rocha w Białymstoku.
Walentyna Stempkowska jest bohaterką powieści Wacława Holewińskiego Opowiem ci o wolności.